# Brittany Broben
Brittany Broben (ur. 23 listopada 1995) – australijska skoczkini do wody. Srebrna medalistka olimpijska z Londynu.
Zawody w 2012 były jej pierwszymi igrzyskami olimpijskimi. Po medal sięgnęła w skokach indywidualnych z dziesięciometrowej wieży, wyprzedziła ją jedynie Chinka Chen Ruolin. Australijka podczas zawodów miała szesnaście lat.

## Źródła zewnętrzne
- Profil na stronie Australijskiego Komitetu Olimpijskiego